# Crassotornoceras
Crassotornoceras – rodzaj głowonogów z wymarłej podgromady amonitów, z rzędu Goniatitida.
Żył w okresie dewonu (fran - famen).